# Weekend (Pike)
Weekend è un romanzo giallo per ragazzi scritto da Christopher Pike e pubblicato in Italia nel 1987 da Arnoldo Mondadori Editore nella collana Giallo Junior.

## Trama
Un gruppo di liceali americani si riunisce per un fine settimana in una lussuosa villa sulla spiaggia in Messico, ospiti delle sorelle adottive Robin e Lena Carlton. Lena è aggressiva e sicura di sé, mentre Robin, in passato affascinante e vitale, ha una grave insufficienza renale e dipende dalla dialisi. La sua condizione è il risultato di un avvelenamento avvenuto mesi prima, durante una festa a cui tutti i presenti hanno partecipato. La polizia ha classificato l'episodio come un incidente, ma nessuno tra loro ne è del tutto convinto.
Durante il weekend gli amici ripercorrono le dinamiche del loro gruppo, tra vecchi legami e rivalità irrisolte. Attraverso i punti di vista di Shani Tucker e Park Jacomini, e con l’uso di flashback, viene ricostruita la notte della festa in cui Robin ha bevuto una birra contaminata con insetticida. Col passare delle ore, l’atmosfera nella villa si fa più pesante e il sospetto serpeggia tra di loro.
A metà della narrazione, gli eventi prendono una svolta improvvisa: qualcuno ha drogato l’intero gruppo e sabotato il trattamento di dialisi di Robin, mettendola in pericolo di vita. La resa dei conti si svolge in una cantina infestata da crotali, dove il gruppo viene legato e costretto a confrontarsi con la verità. Si scopre che la colpevole dell'avvelenamento è Kerry, amica di Robin, ma esasperata dal bullismo di Lena e dal recente fidanzamento di Robin con Sol, di cui Kerry è ancora innamorata . Si scopre anche che Flynn, l'ultimo arrivato nel gruppo, è il fratello gemello di Robin, dato in adozione alla nascita. Flynn ha voluto conoscere Robin quando ha scoperto che lei avrebbe avuto bisogno di un trapianto di reni per sopravvivere. Infine Lena si rivela essere l'ideatrice del weekend.